# Morlaye Sylla
Morlaye Sylla (Conakri, Guinea, 23 de julio de 1998) es un futbolista guineano. Juega de centrocampista y su equipo es el F. C. Arouca de la Primeira Liga de Portugal. Es internacional absoluto por la selección de Guinea desde 2019.

## Trayectoria
Sylla comenzó su carrera en 2017 en el Fello Star de su país.
En julio de 2022 continuó su carrera en el F. C. Arouca de la Primeira Liga de Portugal.

## Selección nacional
Fue internacional en categorías inferiores con Guinea. Disputó la Copa Mundial Sub-17 de 2015 y la Copa Mundial Sub-20 de 2017.
Debutó con la selección de Guinea el 21 de septiembre de 2019 ante Liberia.

### Participaciones en Copa Africana de Naciones
| Copa                           | Sede    | Resultado        |
| ------------------------------ | ------- | ---------------- |
| Copa Africana de Naciones 2021 | Camerún | Octavos de final |

## Clubes
| Club         | País     | Año           |
| ------------ | -------- | ------------- |
| Fello Star   | Guinea   | 2017-2018     |
| CO Coyah     | Guinea   | 2018-2019     |
| Horoya A. C. | Guinea   | 2019-2022     |
| F. C. Arouca | Portugal | 2022-presente |

## Palmarés

### Títulos nacionales
| Título                        | Club      | País   | Año     |
| ----------------------------- | --------- | ------ | ------- |
| Campeonato Nacional de Guinea | Horoya AC | Guinea | 2020-21 |
| Campeonato Nacional de Guinea | Horoya AC | Guinea | 2021-22 |